# The New Palgrave: A Dictionary of Economics
The New Palgrave Dictionary of Economics (2008), 2nd Edition, é uma obra de referência com oito volumes, editada por Steven N. Durlauf e Lawrence E. Blume.
Contém 5,8 milhões de palavras em 7 680 páginas contendo 1 872 artigos. Inclui 1057 novos artigos relativamente à edição anterior, 80 ensaios "clássicos", 157 artigos revistos e 550 artigos editados. É o resultado de 1 506 contribuidores, incluindo 25 laureados com o prémio Nobel em Economia. Também está disponível numa versão eletrónica em linha com atualizações trimestrais. O editor é Palgrave Macmillan.
A primeira edição, The New Palgrave: A Dictionary of Economics (1987), foi publicada em quatro volumes. Acesso por instituições ao texto integral dos artigos de ambas as edições está disponível através de subscrição.